# Circeo

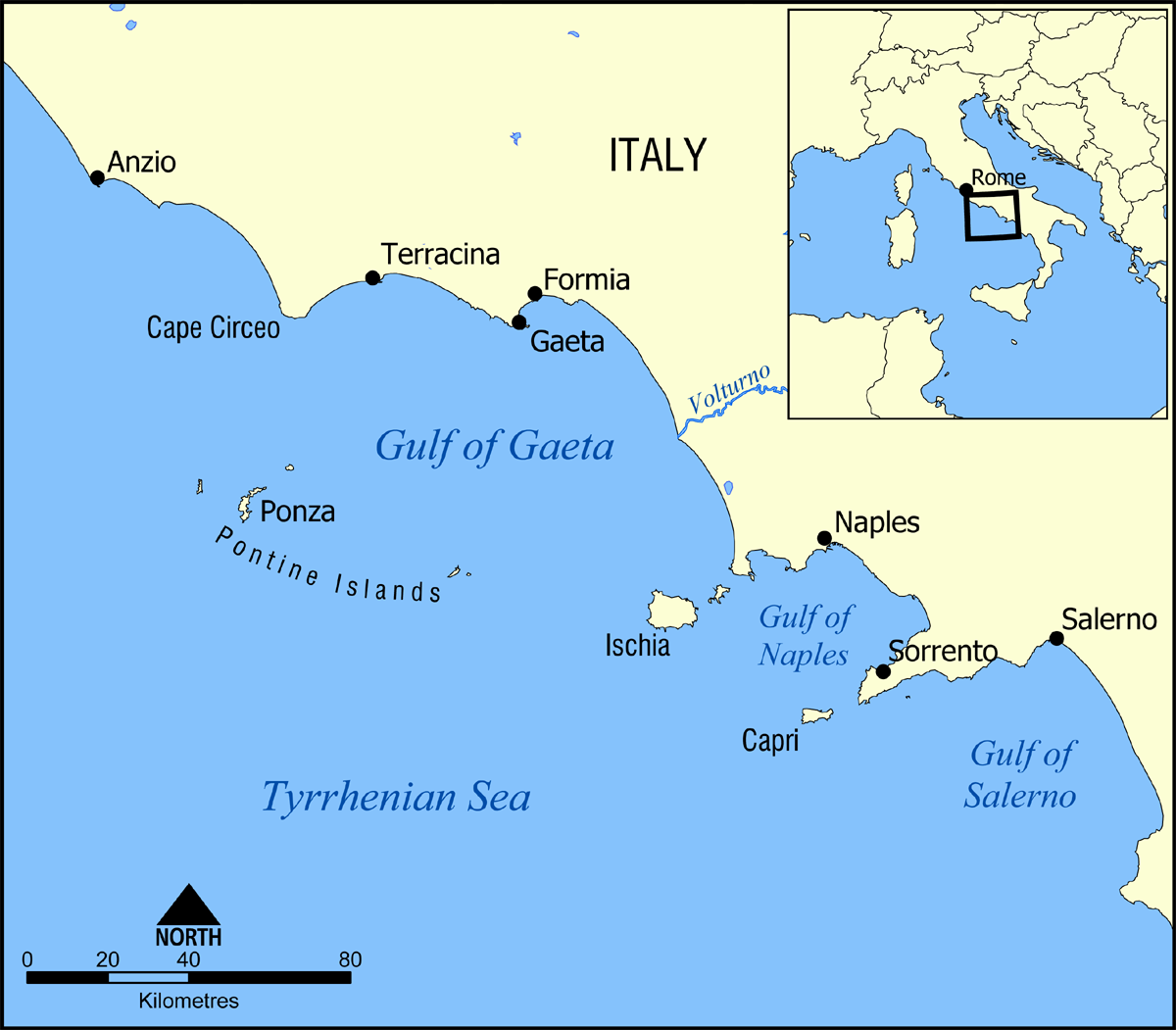
Mys Circeo a Gaetský záliv.

Circeo je mys, výběžek na severním konci Gaetského zálivu na západním pobřeží Itálie. Zatímco samotný mys je velmi strmý a kopcovitý, bažinaté území na východ od něj je naopak položeno velmi nízko. Ačkoliv byla většina močálů vysušena a nyní se využívá jako zemědělská a městská půda, část z nich byla zachována a je nyní součástí Národního parku Circeo. Skála dosahuje výšky 541 m n. m., je tvořena slínem, pískovcem a vápencem. Nachází se zde maják a turistické letovisko San Felice Circeo.
Ve starověku byl poloostrov ostrovem zvaným Aiaia, teprve později ho naplaveniny propojily s pevninou. Moderní název je odvozen od legendární kouzelnice Kirké, u které měl údajně při své plavbě pobývat Odysseus. Původními obyvateli byli Volskové, ve 4. století př. n. l. mys ovládl Starověký Řím.
V jeskyni Grotta Guattari byly nalezeny pozůstatky neandertálců.